# Powiat de Suwałki
Ne doit pas être confondu avec Région de Suwałki ou Corridor de Suwałki.
Le powiat de Suwałki (en polonais : powiat suwalski) est un powiat (district) du Nord-Est de la Pologne, dans la Voïvodie de Podlachie. 

## Division administrative

Carte du powiat

Le powiat est constitué de 9 communes rurales :
| Gmina                                         | Type  | superficie (km²) | Population (2006) | Chef-lieu    |
| Suwałki                                       | rural | 264,8            | 6 388             | Suwałki *    |
| Raczki                                        | rural | 142,3            | 6 137             | Raczki       |
| Filipów                                       | rural | 150,4            | 4 478             | Filipów      |
| Szypliszki                                    | rural | 156,6            | 4 008             | Szypliszki   |
| Przerośl                                      | rural | 123,8            | 3 095             | Przerośl     |
| Bakałarzewo                                   | rural | 123,0            | 3 053             | Bakałarzewo  |
| Jeleniewo                                     | rural | 131,8            | 3 018             | Jeleniewo    |
| Wiżajny                                       | rural | 122,6            | 2 672             | Wiżajny      |
| Rutka-Tartak                                  | rural | 92,3             | 2 287             | Rutka-Tartak |
| * le chef-lieu ne fait pas partie de la gmina |       |                  |                   |              |